# San Miguel Tlacotepec
San Miguel Tlacotepec là một đô thị thuộc bang Oaxaca, México. Năm 2005, dân số của đô thị này là 3307 người.